# 第二台體育第二頻道
第二台體育第二頻道（冰島語：Stöð 2 Sport 2）是「Sýn」媒體公司一條於2007年開播的收費電視頻道，為冰島唯一一條獲授權轉播所有英格蘭超級足球聯賽的電視頻道。這條頻道每季會播放超過300場英超足球賽事，遇上多場比賽同時進行期間更會透過若干條臨時附屬頻道各自全部轉播。